# Криглах
Криглах (нем. Krieglach) — ярмарочная коммуна (нем. Marktgemeinde) в Австрии, в федеральной земле Штирия. 
Входит в состав округа Брукк-Мюрццушлаг.  Площадь коммуны составляет 93,80 км², население — 5329 человек (1 января 2021), плотность населения — 57 чел./км². Официальный код  —  62115.

## География

### Географическое положение
Криглах расположен на реке Мюрц.

### Административно-территориальное деление
Территория коммуны включает 8 населенных пунктов (нем. Ortschaft) (в скобках указано количество жителей на 1 января 2021 года):
- Альп (81)
- Фресниц (889)
- Фресницграбен (0)
- Криглах (3125)
- Криглах-Швебинг (91)
- Маллайстен (108)
- Массинг (82)
- Зоммер (953)

Каждый из населенных пунктов также образует кадастровую коммуну (нем. Katastralgemeinden).

## Население
| Год  | Численность |
| ---- | ----------- |
| 1869 | 3199        |
| 1889 | 3158        |
| 1890 | 3226        |
| 1900 | 3388        |
| 1910 | 4086        |
| 1923 | 3841        |
| 1934 | 4067        |
| 1939 | 4072        |
| 1951 | 4560        |
| 1961 | 4801        |
| 1971 | 5311        |
| 1981 | 5174        |
| 1991 | 5116        |
| 2001 | 5194        |
| 2011 | 5163        |
| 2021 | 5329        |

## Политическая ситуация
Бургомистр коммуны — Регина Шриттвизер (NL) по результатам выборов 2005 года.
Совет представителей коммуны (нем. Gemeinderat) по результатам выборов 2020 года состоит из 25 мест:
- Местный список занимает 20 мест.
- СДПА занимает 2 места.
- АНП занимает 1 место.
- АПС занимает 1 место.
- Зелёные занимают 1 место.

## Международные связи

### Города-побратимы
- Бюрштадт, Германия

## Персоналии
- Петер Розеггер (1843–1918) — австрийский писатель.